# Мшага Ямская
Мшага Ямская — деревня в Шимском районе Новгородской области в составе Шимского городского поселения.

## География
Находится в западной части Новгородской области на расстоянии приблизительно 5 км на запад по прямой от районного центра поселка Шимск.

## История
На карте 1840 года уже была обозначена как поселение Ям-Мшага со 187 дворами. В 1907 году здесь (село Мшага Новгородского уезда Новгородской губернии) было учтено 132 двора.

## Население
Численность населения: 755 человек (1907 год), 165 (русские 91 %) в 2002 году, 140 в 2010.